# Friuli Isonzo Pinot nero
Il Friuli Isonzo Pinot Nero è un vino DOC la cui produzione è consentita nella provincia di Gorizia.

## Caratteristiche organolettiche
- colore: rosso rubino non molto intenso.
- odore: caratteristico.
- sapore: asciutto, un po' aromatico, gradevole, leggermente amarognolo.

## Produzione
Provincia, stagione, volume in ettolitri
- Gorizia  (1990/91)  213,74
- Gorizia  (1991/92)  114,48
- Gorizia  (1992/93)  321,68
- Gorizia  (1993/94)  483,46
- Gorizia  (1994/95)  635,69
- Gorizia  (1995/96)  527,8
- Gorizia  (1996/97)  557,72